# Werner Herzig
Pour les articles homonymes, voir Herzig.
Werner Herzig (né le 16 décembre 1928 à Gutenswegen) est un homme politique local allemand (SED). De 1965 à 1989, il est maire de la ville de Magdebourg.

## Biographie
Herzig est le fils d'un forgeron industriel. Il est issu d'une famille social-démocrate. Après avoir quitté l'école primaire, il apprend le métier de commis industriel à l'usine de machines A. W. Mackensen (de) à Magdebourg et travaille comme commis. De 1950 à 1953, il est directeur culturel de la VEB "7 Octobre" à Magdebourg. Dans les années 1953/1954, il est directeur du Karl-Marx-Werk de Magdebourg et en 1954 devient secrétaire de la direction du parti SED dans l'entreprise chimique VEB Fahlberg-List (de). Il occupe ce poste jusqu'en 1958. Entre 1952 et 1957, il étudie l'économie en tant qu'étudiant à distance à l'Université Humboldt de Berlin, selon d'autres sources à l'Université Karl-Marx de Leipzig et obtient un diplôme en économie. En 1958, il devient secrétaire adjoint de la direction du district SED Magdebourg-Sud-Est, à partir de 1960, il y est premier secrétaire. 1960/1961, il étudie à Moscou à l'école du parti du Comité central du PCUS. À partir de 1963, il occupe le poste de 1er secrétaire de la direction du district SED Magdebourg-Sud-Est. La même année, il occupe également le poste de secrétaire et de chef du bureau de l'industrie et de la construction de l'administration municipale du SED à Magdebourg. En 1965, il obtient un diplôme d'économiste à l'école d'ingénieurs en génie mécanique et électrique.
Le 26 octobre 1965, il succède à Friedrich Sonnemann en tant que maire de la ville de Magdebourg et occupe ce poste jusqu'à sa démission le 8 novembre 1989. À partir de 1967, Herzig est membre du conseil de district de Magdebourg et membre de la direction du district de Magdebourg SED. Il est père de cinq enfants.

## Travail
Pendant son mandat de maire, la construction et le développement de l'infrastructure de la ville, alors encore gravement endommagée par la guerre, se poursuivent. En 1967, le conseil municipal décide de la première ébauche du plan général de construction et de circulation, dont les principales caractéristiques sont encore reconnaissables dans la ville aujourd'hui. En 1969, l'ébauche du concept global d'aménagement du centre-ville incluant l'Elbe dans l'ensemble urbain est présentée. C'est à son crédit que des architectes et des experts de renom de l'Académie allemande du bâtiment et de l'Université d'architecture et de génie civil de Weimar, ainsi que des écoles d'art, participent activement à cette discussion.
Dans une atmosphère de travail controversée avec des architectes et des planificateurs de projets dans l'industrie de la construction pour résoudre des problèmes architecturaux, Werner Herzig poursuit avec détermination sa vision de faire de Magdebourg une ville moderne en ligne avec les possibilités de l'époque. Le centre-ville est complété par les bâtiments du grand magasin Centrum, la maison des enseignants et le gratte-ciel de la Jakobstraße. L'hôtel de ville (de) est reconstruit et le parc des expositions du parc culturel Rotehorn (de) est conçu avec la Hyparschale (de). La rocade de Magdebourg et le S-Bahn de Magdebourg sont construits, résolvant des problèmes de circulation difficiles.
Magdebourg devient membre de l' Association mondiale des villes jumelles (FMVJ) et Herzig est élu au Conseil exécutif là-bas. Il est également membre fondateur de la 1re conférence mondiale des maires pour « la paix, la solidarité et contre l'armement nucléaire » (Mayors for Peace (en)) entre les villes, tenue à Hiroshima et Nagasaki en août 1985. Il prône le jumelage avec Liège (Belgique), Sarajevo (Yougoslavie), Setúbal (Portugal), Hradec Králové (CSSR), Ploieşti (Roumanie), Gorki (URSS), Kayes (Mali) et Brunswick.

## Honneurs
Pour son engagement personnel envers le développement urbain et l'architecture, il reçoit la médaille Karl-Friedrich-Schinkel (de) de l'Association des architectes de la RDA (de).
Les autres récompenses sont l'Ordre du mérite patriotique de la RDA en bronze, argent et or, l'insigne d'or d'honneur de la Ligue pour l'amitié des nations (de) pour services rendus à l'amitié des peuples et l'ordre d'État "Chevalier" de la République du Mali par le président Modibo Keïta pour ses services rendus au Partenariat Kayes, dont il est citoyen d'honneur.